# CWS International
CWS (bis 2019: CWS-boco International GmbH) ist ein deutsches Unternehmen zur Vermietung und zum Verkauf von Waschraumhygieneutensilien und Berufskleidung mit Sitz in Duisburg. Das Unternehmen ist in 15 Ländern in Europa aktiv und beschäftigt weltweit rund 11.000 Mitarbeiter. Es gehört zur Franz Haniel & Cie. GmbH.

## Geschichte
CWS wurde 1954 von Conrad Wolfgang Schnyder als Vertrieb und Serviceunternehmen rund um Stoffhandtuchspender gegründet, benannt nach den Initialen seines Gründers. 1981 übernahm der deutsche Haniel-Konzern CWS. Haniel hatte von Haymo Rethwisch das Unternehmen boco (ehemals Burmeister, Oszmer & Co.; gegründet 1923 in Hamburg-Billbrook) übernommen, das Berufskleidung vermietete, und 1998 mit CWS  fusioniert. Beide Marken wurden unter der Dachmarke HTS (Haniel Textile Service) zusammengefasst. Von 2008 bis 2019 agierten CWS und boco gemeinsam als CWS-boco.
Im Zuge eines Joint Ventures zwischen Haniel und Rentokil Initial wurde aus CWS-boco CWS International und das Unternehmen wurde neu strukturiert. Am 31. Juli 2019 erwarb Haniel sämtliche von Rentokil Initial gehaltenen Minderheiten-Anteile an CWS.

## Marken
Zur Marke CWS zählen Handtuch-, Seifen- und Duftspender für öffentliche Waschräume sowie Schmutzfangmatten für stark frequentierte Bereiche in Unternehmen. Auch Berufskleidung und Arbeitskleidung für zahlreiche Handwerks- und Industriebranchen, Gastronomie & Hotellerie, Gesundheit & Pflege, Luftfahrt und Logistik, gehören zum Portfolio. Spezielle Schutzkleidung und Ausrüstung für Industrie und Handwerk, Rettungsdienst, Feuerwehr, Pharmaindustrie oder die Chip-Herstellung gehören auch dazu.
Sein Stoffhandtuchspender wurde mit dem Umweltzeichen Blauer Engel zertifiziert. Das Produkt ParadiseLine wurde 2009 unter anderem mit dem Red Dot Design Award und dem CMS Purus Award ausgezeichnet.